# Who Cares A Lot?
Who cares a Lot? es el primer álbum recopilatorio de la banda Faith No More, lanzado en 1998. Fue el primer álbum después de su disolución.

## Lista de temas
- Disco 1

1. We Care A Lot [Original Version]
2. Introduce Yourself
3. From Out Of Nowhere
4. Epic
5. Falling To Pieces
6. Midlife Crisis
7. A Small Victory
8. Easy
9. Digging The Grave
10. The Gentle Art Of Making Enemies
11. Evidence
12. I Started A Joke
13. Last Cup Of Sorrow
14. Ashes To Ashes
15. Stripsearch

- Disco 2

1. The World Is Yours
2. Hippie Jam Song
3. Instrumental
4. I Won't Forget You
5. Introduce Yourself [4-Track Demos]
6. Highway Star
7. Theme From Midnight Cowboy
8. This Guy's in Love With You

- Datos: Q2290176